# Fluorcyan
Fluorcyan ist eine chemische Verbindung aus der Gruppe der Halogencyane bzw. Nitrile.

## Gewinnung und Darstellung
Fluorcyan kann durch die Pyrolyse von Cyanurfluorid bei 1300 °C unter reduziertem Druck gewonnen werden.
{\displaystyle \mathrm {(FCN)_{3}\longrightarrow 3\ FCN} }
Es kann auch durch Reaktion von Silber(I)-fluorid und Iodcyan gewonnen werden. Eine weitere Synthese erfolgt durch die Reaktion von Tetracyanomethan mit Cäsiumfluorid.
{\displaystyle \mathrm {C(CN)_{4}+CsF\longrightarrow FCN+CsC(CN)_{3}} }

## Eigenschaften
Fluorcyan ist ein farbloses Gas, das bei −78 °C aufbewahrt werden kann. Die Dampfdruckfunktion ergibt sich nach Antoine entsprechend log10(P) = A−(B/(T+C)) (P in bar, T in K) mit A = 3,84021, B = 677,148 und C = −50,579 im Temperaturbereich von 196,8 bis 226,4 K. Mit einer Bildungsenthalpie von 35.8 kJ·mol−1 bzw. 790 J·g−1 handelt es sich um eine endotherme Verbindung. Bei Raumtemperatur trimerisiert es zu Cyanurfluorid. In Gegenwart von Bortrifluorid oder Fluorwasserstoff verläuft diese Reaktion schon bei −80 °C sehr heftig bis explosionsartig. Das reine Gas ist nicht gegenüber Zündfunken und anderen Zündquellen empfindlich. Die Mischungen mit Luft explodieren heftiger als entsprechende Ethin-Luft-Gemische.

## Verwendung
Fluorcyan kann in Tränengas und zur Synthese organischer Verbindungen verwendet werden.

## Externe Links zu erwähnten Verbindungen
1. ↑  Externe Identifikatoren von bzw. Datenbank-Links zu Tetracyanomethan:  CAS-Nr.: 24331-09-7, PubChem: 141101, ChemSpider: 124462, Wikidata: Q60723419.